# Chwitscha Kwarazchelia
Chwitscha Kwarazchelia (georgisch ხვიჩა კვარაცხელია; englisch Khvicha Kvaratskhelia; * 12. Februar 2001 in Tiflis) ist ein georgischer Fußballspieler. Der Flügelstürmer steht in Diensten von Paris Saint-Germain und ist georgischer Nationalspieler.

## Karriere

### Verein
Kwarazchelia stammt aus der Nachwuchsabteilung des georgischen FC Dinamo Tiflis. Bei diesem wurde er im September 2017, der Schlussphase des Spieljahres 2017, mit 16 Jahren in die erste Mannschaft von Cheftrainer Kacha Katscharawa befördert. Am 29. September 2017 bestritt er im Spiel gegen den FC Kolcheti 1913 Poti sein Debüt in der höchsten georgischen Spielklasse, als er in der 62. Spielminute für Akaki Schulaia eingewechselt wurde. Zwanzig Minuten später bereitete er den Ausgleichstreffer von Beka Kawtaradse zum 1:1-Endstand vor. In seinem dritten Einsatz am 18. November (34. Spieltag), erzielte er nach seiner Einwechslung das Tor des Tages beim 1:0-Auswärtssieg gegen den FC Schukura Kobuleti. Die Saison beendete er mit vier Ligaeinsätzen.
Zur folgenden Saison 2018 schloss sich Kwarazchelia dem Ligakonkurrenten FC Rustawi an. Sein Debüt gab er am 29. Juni (17. Spieltag) beim 2:1-Heimsieg gegen den FC Samtredia. Das erste Saisontor gelang ihm am 2. September (23. Spieltag) beim 4:0-Auswärtssieg gegen den FC Sioni Bolnisi. In 18 Ligaspielen gelangen ihm drei Treffer.
Am 15. Februar 2019 wechselte Kwarazchelia auf Leihbasis bis zum Ende der Saison 2018/19 zum russischen Erstligisten Lokomotive Moskau. Dort debütierte er am 10. März (19. Spieltag) beim 2:0-Auswärtssieg gegen Anschi Machatschkala, als er in der Schlussphase für Jefferson Farfán eingewechselt wurde. In der Folge etablierte er sich als Rotationsspieler und erzielte am 10. Mai (28. Spieltag) im Ligaspiel gegen Rubin Kasan kurz nach seiner Einwechslung den Treffer zum 4:0-Endstand aus der Sicht der Hauptstädter. Er verließ die Loko nach der Spielzeit mit einem Tor in sieben Ligaspielen, da sich diese nicht mit dem FC Rustawi auf einen permanenten Transfer verständigen konnten.
Am 6. Juli 2019 verpflichtete Rubin Kasan, der Ligakonkurrent der Lokomotive, Kwarazchelia und stattete ihn mit einem Fünfjahresvertrag aus. Damit folgte er seinem ehemaligen Teamkollegen bei Dinamo Tiflis, Landsmann und nur drei Tage jüngeren Suriko Dawitaschwili, welcher Tage zuvor zum Verein gewechselt war. Am 15. Juli (1. Spieltag) debütierte er für die Tataren im Ligaspiel gegen Lokomotive Moskau, als er in der 66. Spielminute für Dawitaschwili eingewechselt wurde. Zehn Minuten später erzielte er per Kopfball den Ausgleich zum 1:1-Endstand.
Am 7. März 2022 gab die FIFA bekannt, dass ausländische Spieler in Russland aufgrund der russischen Überfalls auf die Ukraine ihre Verträge bis zum 30. Juni 2022 einseitig aussetzen können und bis zum 30. Juni 2022 bei Vereinen außerhalb Russlands unterschreiben dürfen. Am 24. März 2022 gab Rubin Kasan bekannt, dass Kwarazchelias Vertrag ausgesetzt wurde. Am selben Tag wechselte er zu Dinamo Batumi in sein Heimatland Georgien, wo er acht Treffer in den verbleibenden elf Ligaspielen erzielte.
Am 1. Juli 2022 bestätigte die SSC Neapel die Verpflichtung von Kwarazchelia von Dinamo Batumi, wo er einen bis 2027 gültigen Vertrag unterschrieb. Sein Pflichtspieldebüt für den Verein gab er am 15. August am ersten Spieltag der Serie A gegen Hellas Verona; beim 5:2-Sieg erzielte er ein Tor und gab eine Vorlage. Nach starken Leistungen in den ersten Spielen wurde er zum Spieler des Monats in der Serie A für den August gewählt. In Neapel wird er in Anlehnung an Diego Maradona auch Kvaradona genannt.
Im Januar 2025 wechselte er zu Paris Saint-Germain und unterschrieb dort einen Vertrag bis 2029.

### Nationalmannschaft
Am 16. August 2017 debütierte er beim 4:0-Sieg im Freundschafts-Länderspiel gegen die belarussische U17 für die georgische U17-Nationalmannschaft und erzielte in diesem Spiel auch einen Treffer. In der Folge etablierte er sich als Stammspieler und erzielte in den Freundschaftsspielen der nächsten Monate viele Tore. Bis März 2018 machte er in 21 Länderspielen 15 Tore.
Seit November 2017 ist er für die U19 im Einsatz.
Am 7. Juni 2019 debütierte er beim 3:0-Heimsieg in der Qualifikation zur Europameisterschaft 2021 für die A-Auswahl, als er in der Startaufstellung stand und in der 47. Spielminute ausgewechselt wurde. Für die darauf folgende Endrunde der Europameisterschaft 2024 gelang ihm mit Georgien erstmals die Qualifikation.

## Privates
Bereits Chwitscha Kwarazchelias Vater Badri Kwarazchelia war professioneller Fußballspieler und bestritt als geborener Georgier im Jahr 2000 drei Länderspiele für die aserbaidschanische Nationalmannschaft.

## Titel und Auszeichnungen
International
- Champions-League-Sieger: 2025 (Paris Saint-Germain)
- UEFA-Super-Cup-Sieger: 2025 (Paris Saint-Germain)

Russland
- Pokalsieger: 2019 (Lokomotive Moskau)

Italien
- Meister: 2023 (SSC Neapel)

Frankreich
- Meister: 2025 (Paris Saint-Germain)
- Pokalsieger: 2025 (Paris Saint-Germain)

Auszeichnungen
- Nominierung für den Ballon d’Or: 2023 (17. Platz)
- Georgischer Fußballer des Jahres (4): 2020, 2021, 2022, 2023
- Spieler des Monats der Serie A (4): August 2022, Februar 2023, März 2023, September 2024
- Spieler der Saison der Serie A: 2022/23
- Tor der Saison der Serie A: 2022/23
- Italiens Tor des Jahres: 2023
- Team des Jahres der Serie A: 2023